# We shall overcome
We shall overcome  ('Vencerem') és una cançó de protesta que es va convertir en un himne del Moviment afroamericà pels drets civils als Estats Units. Va ser popularitzada per Pete Seeger i Joan Baez.

## Orígens
El títol deriva d'un espiritual negre compost el 1901 per Charles Tindley a Filadèlfia. Tindley va ser un ministre d'una Església episcopal metodista africana que va compondre una gran quantitat d'himnes i lletres. La lletra es va combinar amb la melodia original de Tindley temps després. Les noves lletres van tenir en comú la frase "We shall overcome some day".
El 1946, a Charleston, les empleades de l'American Tobacco Company, que eren principalment dones negres, van cantar cançons de protesta durant una vaga. Una dona anomenada Lucille Simmons va interpretar una versió lenta del tema amb el ritme d'una altra cançó. Zilphia Horton, la dona del cofundador de l'Escola de Highlander Centers, que es trobava allà, va aprendre la lletra i la va transmetre a Pete Seeger l'any següent.

## Versió popularitzada
| "We Shall Overcome"                                                                                              |
| |
| Baez interpretant "We Shall Overcome" a la Casa Blanca davant del president Barack Obama (9 de febrer del 2010). |
| |

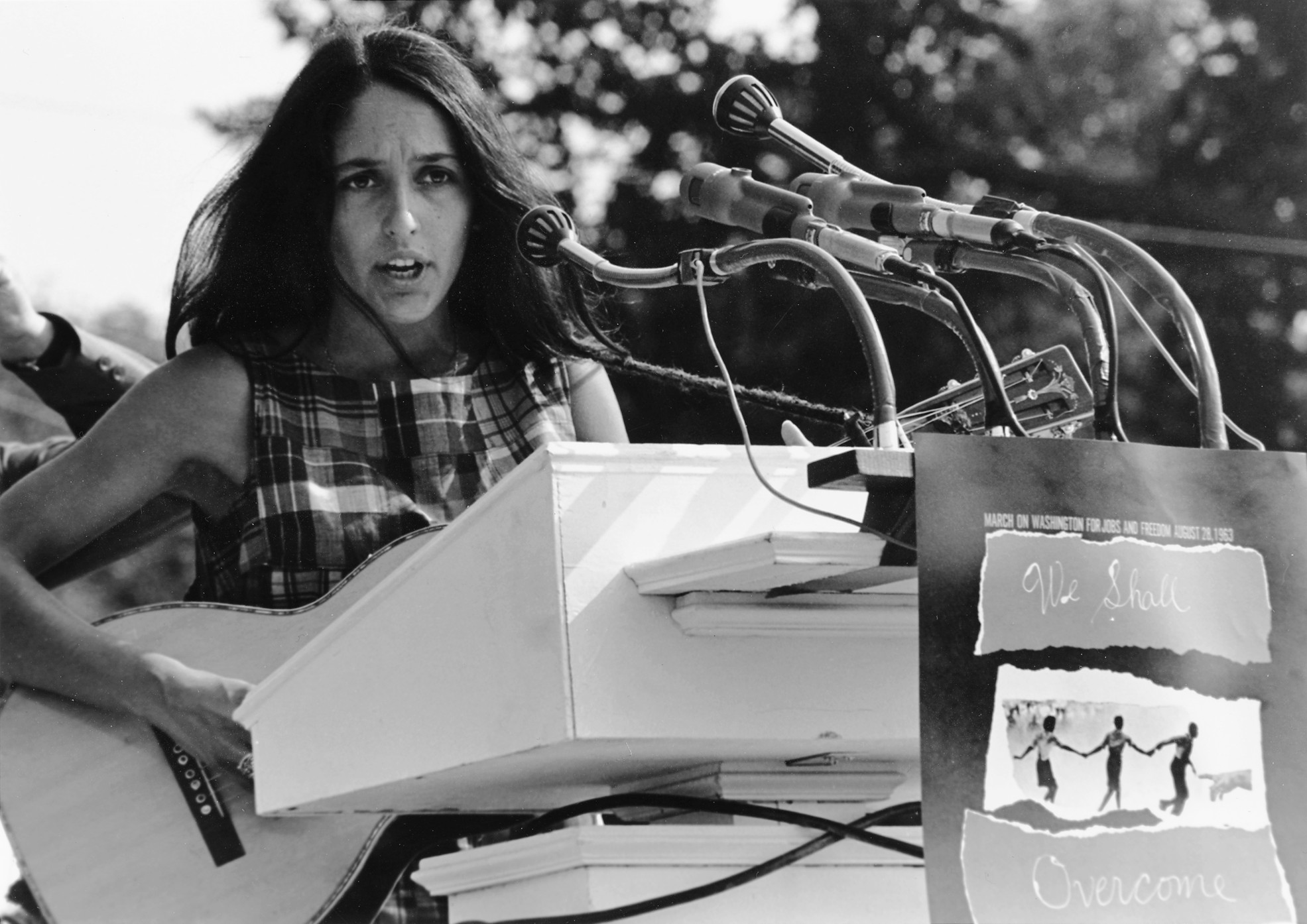
Joan baez cantant la cançó en 1963

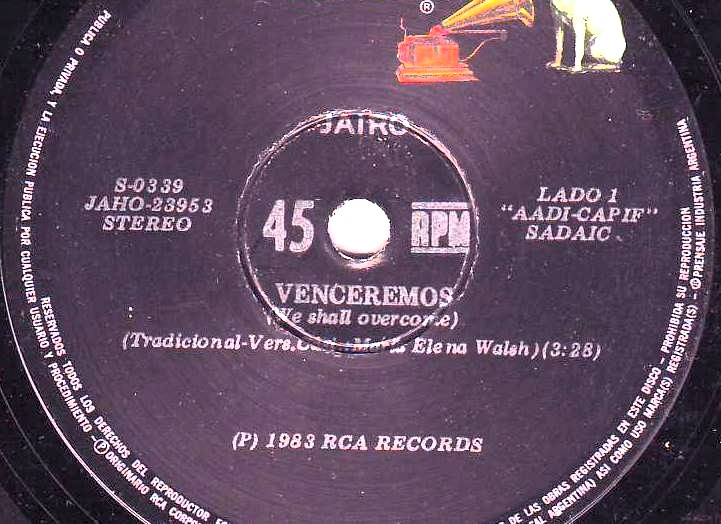
Vinil single amb una versió de la cançó.

Des del 1963, la cançó va ser sovint associada amb Joan Baez, que la va gravar i va interpretar en moltes ocasions, com al Festival de Woodstock el 1969.

## Influència a la cultura i al món
El 15 de març de 1965 el president dels Estats Units Lyndon Johnson va usar la frase We shall overcome en un discurs davant el congrés.
L'Associació de Drets Civils d'Irlanda del Nord va usar la frase durant les seves marxes, fins i tot va titular a la seva autobiografia retrospectiva "We Shall Overcome - The History of the Struggle for Civil Rights in Northern Ireland 1968-1978".
La pel·lícula Bloody Sunday mostra el líder de la manifestació Ian Cooper cantant una versió abreujada del tema abans que comencés el tiroteig.
El cantant argentí Jairo va interpretar una versió del tema durant un recital a l'Avinguda 9 de Julio el 1982, cap al final de l'última dictadura militar que va governar aquest país.

## Lletra
La següent és la lletra de la versió interpretada per Pete Seeger durant la sèrie de concerts que va fer a l'Argentina l'any 1989 amb el músic León Gieco.
| Original | Traducció al català |
| --- | --- |
| We shall overcome, we shall overcome, we shall overcome, some day. Deep in my heart, I do believe, We shall overcome some day                               | Tots junts vencerem, Tots junts vencerem, Tots junts vencerem per fi. Dins del meu cor, jo tinc la fe, Tots junts vencerem per fi. |
| We'll walk hand in hand, we'll walk hand in hand, we'll walk hand in hand, some day. Deep in my heart, I do believe, We shall overcome some day.            | Junts caminarem, Junts caminarem Junts caminarem per fi. Dins del meu cor, jo tinc la fe, Tots junts vencerem per fi.              |
| The whole wide world around, the whole wide world around the whole wide world around, some day. Deep in my heart, I do believe, We shall overcome some day. | Tot el món sencer, Tot el món sencer, Tot el món sencer, per fi Dins del meu cor, jo tinc la fe, Tots junts vencerem per fi.       |
| We are not afraid, we are not afraid we are not afraid, today. Deep in my heart, I do believe, We shall overcome some day.                                  | No hem de tenim por, No hem de tenim por, No hem de tenim por, avui. Dins del meu cor, jo tinc la fe, Tots junts vencerem per fi.  |